# Deng Shudi
Deng Shudi (né le 10 septembre 1991 à Guiyang) est un gymnaste chinois.

## Carrière
Champion du monde par équipes en 2014, il remporte la médaille de bronze au concours général, ainsi que celles par équipes et aux barres parallèles, lors des championnats du monde à Glasgow en 2015.
Il est médaillé de bronze par équipes aux Jeux olympiques d'été de 2016 à Rio de Janeiro.
En 2018, il est double médaillé d'or des Jeux asiatiques de Jakarta (par équipes et aux anneaux), et médaillé d'or par équipes aux championnats du monde à Doha.